# Cyathea moranii
Cyathea moranii är en ormbunkeart som beskrevs av Lehnert. Cyathea moranii ingår i släktet Cyathea och familjen Cyatheaceae. Inga underarter finns listade.